# Ранхель, Виктор
Виктор Ранхель Аяла (исп. Víctor Rangel Ayala; род. 11 марта 1957, Мехико, Мексика) — мексиканский футболист, нападающий.

## Карьера

### Клубная карьера
Во взрослом футболе дебютировал в 1976 году в составе клуба «Гвадалахара», где играл в течение шести сезонов и принял участие в 168 матчах, забив 44 гола. В 1975 году выиграл золотую медаль в футбольном турнире на Панамериканских играх.
В сезоне 1982/83 выступал за клуб «Леон», где сыграл в 27 матчах. В 1983 году ещё на один сезон вернулся в «Гвадалахару».
В 1984—1986 годах играл за клуб «Атлетико Потосино». Завершил карьеру футболиста в 1988 году в составе клуба «Пуэбла», за который выступал с 1986 года.

### Карьера в сборной
В 1977 году дебютировал в официальных матчах в составе национальной сборной Мексики. В 1978 году был участником чемпионата мира в Аргентине, где выходил на поле во всех играх своей команды. В заключительном матче группового этапа забил гол в ворота сборной Польши.
Всего в течение четырёхлетней карьеры в сборной, провёл в её составе 17 матчей, забив 7 голов.